# Sud-àfrica contra Israel (Convenció sobre el genocidi)
El procediment judicial iniciat per Sud-àfrica contra l'Estat d'Israel el 29 de desembre de 2023, oficialment Sud-àfrica contra Israel, per violacions per part d'Israel de les seves obligacions en virtut de la Convenció sobre el genocidi de 1948 cap als palestins que habiten Franja de Gaza és un procés davant la Cort Internacional de Justícia demanant que el tribunal apliqui mesures cautelars.
El procediment va començar el 29 de desembre de 2023 i l'11 de gener de 2024 es va iniciar una vista judicial de dos dies al Palau de la Pau a la ciutat de l'Haia. Israel està representat per advocats com Malcolm Shaw, KC Sud-àfrica per John Dugard, Tembeka Ngcukaitobi i Vaughan Lowe, KC. Tant Israel Sud-àfrica van nomenar Aharon Barak i Dikgang Moseneke, respectivament, com a jutges ad hoc .

## Context
Després que Israel comencés el bombardeig de Gaza a continuació dels atacs del 7 d'octubre de 2023 per part de Hamàs, organitzacions palestines van expressar preocupació perquè la violència del 7 d'octubre podia ser utilitzada per Israel per justificar un genocidi contra els palestins. Yoav Gallant, ministre de Defensa israelià, va declarar: "Estem lluitant contra animals humans". Avi Dichter, ministre d'Agricultura d'Israel, va demanar que la guerra fos "La Nakba de Gaza"; Ariel Kallner, un altre membre de la Knesset del partit Likkud, va escriure a les xarxes socials que hi ha "un objectiu: Nakba! Una Nakba que eclipsi la Nakba [de 1948]. Nakba a Gaza i Nakba a qualsevol que s'atreveixi a unir-se". L'historiador de l'Holocaust israelià Omer Bartov va advertir que les declaracions fetes pels alts funcionaris israelians "podien interpretar-se fàcilment com a indicadors d'una intenció genocida".

## Reacció Internacional

### Estats

#### A favor
Han donat suport al cas de Sud-àfrica els següents estats:
- Bangladesh
- Bolívia
- Brasil[14]
- Cuba
- Colòmbia[15]
- Eslovènia[16]
- Indonèsia
- Iran

- Jordània
- El Líban
- Malàsia
- Maldives
- Nicaragua
- Namíbia
- Pakistan

- Palestina
- Síria[17]
- Turquia
- Veneçuela
- Xile[18]

#### En contra
- Alemanya[19]
- Canadà[19]
- Estats Units[19]
- Hongria[20]
- Regne Unit[21]

### Organitzacions internacionals, sindicats, partits polítics i ONGs
La demanda de Sud-àfrica també ha tingut el suport d'ONGs, partits polítics, sindicats, organitzacions internacionals i altres organitzacions. Més de 1000 organitzacions han mostrat el seu suport en forma d'una carta organitzada per la recentment creada Coalició Internacional per aturar el genocidi a Palestina.
- Amnistia internacional[24]
- Candidatura d'Unitat Popular[25]
- Fundació Nelson Mandela[19]
- Human Rights Watch[26]
- Jewish Voice for Peace[25]
- Lliga Àrab[27]
- Organització de la Cooperació Islàmica[28]
- Procés Constituent[25]
- Progressive International[25]